# Choubas
Choubas (nep. चौबास) – gaun wikas samiti w środkowej części Nepalu w strefie Bagmati w dystrykcie Kavrepalanchok. Według nepalskiego spisu powszechnego z 2001 roku liczył on 491 gospodarstw domowych i 2447 mieszkańców (1303 kobiet i 1144 mężczyzn).